# Svetovni pokal v smučarskih skokih 2025
Svetovni pokal v smučarskih skokih 2024/25 je šestinštirideseta sezona svetovnega pokala v smučarskih skokih za moške, uradno osemindvajseta sezona svetovnega pokala v smučarskih poletih in štirinajsta sezona za ženske. Za skakalce se je začela 23. novembra 2024 v Lillehammerju in končala 30. marca 2025 v Planici, za skakalke pa se je prav tako začela 23. novembra 2024 v Lillehammerju, končala pa 21. marca 2025 v Lahtiju. Zlati globus za skupno zmago v svetovnem pokalu sta osvojila Daniel Tschofenig med skakalci in Nika Prevc med skakalkami.

## Moški

### Koledar

#### Posamične tekme
| Št.sk.                                                                             | Št.sz.                                                                   | Datum                                                                    | Prizorišče (skakalnica)                                                  | Št.                                                                      | Zmagovalec                      | Drugi                           | Tretji                          | Vir                             |
| ---------------------------------------------------------------------------------- | ------------------------------------------------------------------------ | ------------------------------------------------------------------------ | ------------------------------------------------------------------------ | ------------------------------------------------------------------------ | ------------------------------- | ------------------------------- | ------------------------------- | ------------------------------- |
| 1120                                                                               | 1                                                                        | 23. november 2024                                                        | Lillehammer (Lysgårdsbakken HS140)                                       | L 812                                                                    | Pius Paschke                    | Daniel Tschofenig               | Maximilian Ortner               | [ 3 ]                           |
| 1121                                                                               | 2                                                                        | 24. november 2024                                                        | Lillehammer (Lysgårdsbakken HS140)                                       | L 813                                                                    | Jan Hörl                        | Pius Paschke                    | Daniel Tschofenig               | [ 4 ]                           |
| 1122                                                                               | 3                                                                        | 30. november 2024                                                        | Ruka (Rukatunturi HS142)                                                 | L 814                                                                    | Pius Paschke                    | Jan Hörl                        | Stefan Kraft                    | [ 5 ]                           |
| 1123                                                                               | 4                                                                        | 1. december 2024                                                         | Ruka (Rukatunturi HS142)                                                 | L 815                                                                    | Andreas Wellinger               | Stefan Kraft                    | Karl Geiger                     | [ 6 ]                           |
| 1124                                                                               | 5                                                                        | 7. december 2024                                                         | Wisła (Malinka HS134)                                                    | L 816                                                                    | Daniel Tschofenig               | Gregor Deschwanden              | Pius Paschke                    | [ 7 ]                           |
| 1125                                                                               | 6                                                                        | 8. december 2024                                                         | Wisła (Malinka HS134)                                                    | L 817                                                                    | Pius Paschke                    | Jan Hörl                        | Stefan Kraft                    | [ 8 ]                           |
| 1126                                                                               | 7                                                                        | 14. december 2024                                                        | Titisee-Neustadt (Hochfirstschanze HS142)                                | L 818                                                                    | Pius Paschke                    | Gregor Deschwanden              | Daniel Tschofenig               | [ 9 ]                           |
| 1127                                                                               | 8                                                                        | 15. december 2024                                                        | Titisee-Neustadt (Hochfirstschanze HS142)                                | L 819                                                                    | Pius Paschke                    | Michael Hayböck                 | Kristoffer Eriksen Sundal       | [ 10 ]                          |
| 1128                                                                               | 9                                                                        | 21. december 2024                                                        | Engelberg (Gross-Titlis HS140)                                           | L 820                                                                    | Jan Hörl                        | Daniel Tschofenig               | Gregor Deschwanden              | [ 11 ]                          |
| 1129                                                                               | 10                                                                       | 22. december 2024                                                        | Engelberg (Gross-Titlis HS140)                                           | L 821                                                                    | Daniel Tschofenig               | Jan Hörl                        | Stefan Kraft                    | [ 12 ]                          |
| 1130                                                                               | 11                                                                       | 29. december 2024                                                        | Oberstdorf (Schattenberg HS137)                                          | L 822                                                                    | Stefan Kraft                    | Jan Hörl                        | Daniel Tschofenig               | [ 13 ]                          |
| 1131                                                                               | 12                                                                       | 1. januar 2025                                                           | Garmisch-Partenkirchen (Olympiaschanze HS142)                            | L 823                                                                    | Daniel Tschofenig               | Gregor Deschwanden              | Michael Hayböck                 | [ 14 ]                          |
| 1132                                                                               | 13                                                                       | 4. januar 2025                                                           | Innsbruck (Bergiselschanze HS128)                                        | L 824                                                                    | Stefan Kraft                    | Jan Hörl                        | Daniel Tschofenig               | [ 15 ]                          |
| 1133                                                                               | 14                                                                       | 6. januar 2025                                                           | Bischofshofen (Paul-Ausserleitner HS142)                                 | L 825                                                                    | Daniel Tschofenig               | Jan Hörl                        | Stefan Kraft                    | [ 16 ]                          |
| 73. Turneja štirih skakalnic skupno (29. december 2024 – 6. januar 2025)           | 73. Turneja štirih skakalnic skupno (29. december 2024 – 6. januar 2025) | 73. Turneja štirih skakalnic skupno (29. december 2024 – 6. januar 2025) | 73. Turneja štirih skakalnic skupno (29. december 2024 – 6. januar 2025) | 73. Turneja štirih skakalnic skupno (29. december 2024 – 6. januar 2025) | Daniel Tschofenig               | Jan Hörl                        | Stefan Kraft                    | [ 17 ]                          |
| 1134                                                                               | 15                                                                       | 19. januar 2025                                                          | Zakopane (Wielka Krokiew HS140)                                          | L 826                                                                    | Daniel Tschofenig               | Johann André Forfang            | Jan Hörl                        | [ 18 ]                          |
| 1135                                                                               | 16                                                                       | 25. januar 2025                                                          | Oberstdorf (Heini-Klopfer HS235)                                         | F 147                                                                    | Timi Zajc                       | Johann André Forfang            | Domen Prevc                     | [ 19 ]                          |
| 1136                                                                               | 17                                                                       | 26. januar 2025                                                          | Oberstdorf (Heini-Klopfer HS235)                                         | F 148                                                                    | Domen Prevc                     | Johann André Forfang            | Michael Hayböck                 | [ 20 ]                          |
| 1137                                                                               | 18                                                                       | 1. februar 2025                                                          | Willingen (Mühlenkopf HS147)                                             | L 827                                                                    | Daniel Tschofenig               | Anže Lanišek                    | Maximilian Ortner               | [ 21 ]                          |
| 1138                                                                               | 19                                                                       | 2. februar 2025                                                          | Willingen (Mühlenkopf HS147)                                             | L 828                                                                    | Daniel Tschofenig               | Johann André Forfang            | Jan Hörl                        | [ 22 ]                          |
| 1139                                                                               | 20                                                                       | 8. februar 2025                                                          | Lake Placid (MacKenzie Int. HS128)                                       | L 829                                                                    | Johann André Forfang            | Jan Hörl                        | Daniel Tschofenig               | [ 23 ]                          |
| 1140                                                                               | 21                                                                       | 9. februar 2025                                                          | Lake Placid (MacKenzie Int. HS128)                                       | L 830                                                                    | Daniel Tschofenig               | Jan Hörl                        | Anže Lanišek                    | [ 24 ]                          |
| 1141                                                                               | 22                                                                       | 15. februar 2025                                                         | Saporo (Okurajama HS137)                                                 | L 831                                                                    | Rjoju Kobajaši                  | Jan Hörl                        | Domen Prevc                     | [ 25 ]                          |
| 1142                                                                               | 23                                                                       | 16. februar 2025                                                         | Saporo (Okurajama HS137)                                                 | L 832                                                                    | Rjoju Kobajaši                  | Marius Lindvik                  | Johann André Forfang            | [ 26 ]                          |
| Svetovno prvenstvo v nordijskem smučanju 2025 (2 – 8. marec • Trondheim, Norveška) |                                                                          |                                                                          |                                                                          |                                                                          |                                 |                                 |                                 |                                 |
| prolog                                                                             | prolog                                                                   | 13. marec 2025                                                           | Oslo (Holmenkollen HS134)                                                | L Qro                                                                    | Karl Geiger                     | Andreas Wellinger               | Rjoju Kobajaši                  | [ 27 ]                          |
| 1143                                                                               | 24                                                                       | 13. marec 2025                                                           | Oslo (Holmenkollen HS134)                                                | L 833                                                                    | Rjoju Kobajaši                  | Jan Hörl                        | Karl Geiger                     | [ 28 ]                          |
| prolog                                                                             | prolog                                                                   | 14. marec 2025                                                           | Vikersund (Vikersundbakken HS240)                                        | F Qro                                                                    | Domen Prevc                     | Stefan Kraft                    | Timi Zajc                       | [ 29 ]                          |
| 1144                                                                               | 25                                                                       | 15. marec 2025                                                           | Vikersund (Vikersundbakken HS240)                                        | F 149                                                                    | Andreas Wellinger               | Timi Zajc                       | Anže Lanišek                    | [ 30 ]                          |
| prolog                                                                             | prolog                                                                   | 16. marec 2025                                                           | Vikersund (Vikersundbakken HS240)                                        | F Qro                                                                    | odpovedano zaradi močnega vetra | odpovedano zaradi močnega vetra | odpovedano zaradi močnega vetra | odpovedano zaradi močnega vetra |
| 1145                                                                               | 26                                                                       | 16. marec 2025                                                           | Vikersund (Vikersundbakken HS240)                                        | F 150                                                                    | Domen Prevc                     | Andreas Wellinger               | Rjoju Kobajaši                  | [ 31 ]                          |
| 8. Raw Air skupno (12 – 16. marec 2025)                                            | 8. Raw Air skupno (12 – 16. marec 2025)                                  | 8. Raw Air skupno (12 – 16. marec 2025)                                  | 8. Raw Air skupno (12 – 16. marec 2025)                                  | 8. Raw Air skupno (12 – 16. marec 2025)                                  | Andreas Wellinger               | Domen Prevc                     | Rjoju Kobajaši                  | [ 32 ]                          |
| 1146                                                                               | 27                                                                       | 22. marec 2025                                                           | Lahti (Salpausselkä HS130)                                               | L 834                                                                    | Anže Lanišek                    | Stefan Kraft                    | Paweł Wąsek                     | [ 33 ]                          |
| kvalifikacije                                                                      | kvalifikacije                                                            | 27. marec 2025                                                           | Planica (Letalnica b. Gorišek HS240)                                     | F Qro                                                                    | Andreas Wellinger               | Pius Paschke                    | Markus Eisenbichler             | [ 34 ]                          |
| 1147                                                                               | 28                                                                       | 28. marec 2025                                                           | Planica (Letalnica b. Gorišek HS240)                                     | F 151                                                                    | Domen Prevc                     | Anže Lanišek                    | Rjoju Kobajaši                  | [ 35 ]                          |
| ekipno                                                                             | ekipno                                                                   | 29. marec 2025                                                           | Planica (Letalnica b. Gorišek HS240)                                     | F T                                                                      | Domen Prevc                     | Andreas Wellinger               | Anže Lanišek                    | [ 36 ]                          |
| 1148                                                                               | 29                                                                       | 30. marec 2025                                                           | Planica (Letalnica b. Gorišek HS240)                                     | F 152                                                                    | Anže Lanišek                    | Domen Prevc                     | Andreas Wellinger               | [ 37 ]                          |
| 7. Planica7 skupno (27. – 30. marec 2025)                                          | 7. Planica7 skupno (27. – 30. marec 2025)                                | 7. Planica7 skupno (27. – 30. marec 2025)                                | 7. Planica7 skupno (27. – 30. marec 2025)                                | 7. Planica7 skupno (27. – 30. marec 2025)                                | Domen Prevc                     | Anže Lanišek                    | Andreas Wellinger               | [ 38 ]                          |
| 46. svetovni pokal skupno (23.. november 2024 – 30. marec 2025)                    | 46. svetovni pokal skupno (23.. november 2024 – 30. marec 2025)          | 46. svetovni pokal skupno (23.. november 2024 – 30. marec 2025)          | 46. svetovni pokal skupno (23.. november 2024 – 30. marec 2025)          | 46. svetovni pokal skupno (23.. november 2024 – 30. marec 2025)          | Daniel Tschofenig               | Jan Hörl                        | Stefan Kraft                    | [ 39 ]                          |

#### Ekipne tekme
| Št.sk.                                                                         | Št.sz. | Datum           | Prizorišče (skakalnica)              | Št.   | Zmagovalci                                                                            | Drugi                                                                                     | Tretji | Vir    |
| ------------------------------------------------------------------------------ | ------ | --------------- | ------------------------------------ | ----- | ------------------------------------------------------------------------------------- | ----------------------------------------------------------------------------------------- | --- | ------ |
| 123                                                                            | 1      | 18. januar 2025 | Zakopane (Wielka Krokiew HS140)      | L 094 | Avstrija1. Jan Hörl · 2. Maximilian Ortner · 3. Stefan Kraft · 4. Daniel Tschofenig · | Slovenija1. Lovro Kos 2. Timi Zajc 3. Domen Prevc 4. Anže Lanišek                         | Norveška1. Kristoffer Eriksen Sundal 2. Benjamin Østvold 3. Halvor Egner Granerud 4. Johann André Forfang | [ 40 ] |
| Svetovno prvenstvo v nordijskem smučanju 2025 (6. marec • Trondheim, Norveška) |        |                 |                                      |       |                                                                                       |                                                                                           | |        |
| 124                                                                            | 2      | 29. marec 2025  | Planica (Letalnica b. Gorišek HS240) | F 028 | Avstrija1. Daniel Tschofenig · 2. Manuel Fettner · 3. Jan Hörl · 4. Stefan Kraft ·    | Nemčija1. Karl Geiger · 2. Andreas Wellinger · 3. Pius Paschke · 4. Markus Eisenbichler · | Slovenija1. Lovro Kos 2. Domen Prevc 3. Timi Zajc 4. Anže Lanišek                                         | [ 36 ] |

#### Superekipne tekme
| Št.sk. | Št.sz. | Datum             | Prizorišče (skakalnica)                   | Št.   | Zmagovalca                                      | Druga                                         | Tretja                                                        | Vir    |
| ------ | ------ | ----------------- | ----------------------------------------- | ----- | ----------------------------------------------- | --------------------------------------------- | ------------------------------------------------------------- | ------ |
| 6      | 1      | 13. december 2024 | Titisee-Neustadt (Hochfirstschanze HS142) | L 004 | Nemčija1. Andreas Wellinger · 2. Pius Paschke · | Avstrija1. Daniel Tschofenig · 2. Jan Hörl ·  | Norveška1. Halvor Egner Granerud 2. Kristoffer Eriksen Sundal | [ 41 ] |
| 7      | 2      | 23. marec 2025    | Lahti (Salpausselkä HS130)                | L 005 | Slovenija1. Lovro Kos 2. Anže Lanišek           | Avstrija1. Manuel Fettner · 2. Stefan Kraft · | Japonska1. Ren Nikaido 2. Rjoju Kobajaši                      | [ 42 ] |

### Razvrstitve
| Uvr. | po 29 tekmah         | Točke |
| ---- | -------------------- | ----- |
| 1    | Daniel Tschofenig    | 1805  |
| 2    | Jan Hörl             | 1652  |
| 3    | Stefan Kraft         | 1290  |
| 4    | Anže Lanišek         | 1056  |
| 5    | Pius Paschke         | 1006  |
| 6    | Gregor Deschwanden   | 996   |
| 7    | Andreas Wellinger    | 989   |
| 8    | Johann André Forfang | 955   |
| 9    | Rjoju Kobajaši       | 910   |
| 10   | Domen Prevc          | 776   |

| Uvr. | po 36 tekmah | Točke |
| ---- | ------------ | ----- |
|      | Avstrija     | 8343  |
| 2    | Nemčija      | 4523  |
| 3    | Norveška     | 3956  |
| 4    | Slovenija    | 3892  |
| 5    | Japonska     | 2421  |
| 6    | Poljska      | 2062  |
| 7    | Švica        | 1553  |
| 8    | ZDA          | 875   |
| 9    | Finska       | 414   |
| 10   | Estonija     | 265   |

| Uvr. | po 39 nagradah       | CHF     |
| ---- | -------------------- | ------- |
| 1    | Daniel Tschofenig    | 372 550 |
| 2    | Jan Hörl             | 249 850 |
| 3    | Stefan Kraft         | 182 550 |
| 4    | Andreas Wellinger    | 180 850 |
| 5    | Anže Lanišek         | 160 450 |
| 6    | Pius Paschke         | 154 150 |
| 7    | Domen Prevc          | 149 500 |
| 8    | Johann André Forfang | 135 250 |
| 9    | Rjoju Kobajaši       | 127 500 |
| 10   | Gregor Deschwanden   | 124 600 |

| Uvr. | po 6 tekmah        | Točke |
| ---- | ------------------ | ----- |
| 1    | Domen Prevc        | 485   |
| 2    | Anže Lanišek       | 317   |
| 3    | Andreas Wellinger  | 310   |
| 4    | Rjoju Kobajaši     | 280   |
| 5    | Timi Zajc          | 268   |
| 6    | Daniel Tschofenig  | 224   |
| 7    | Jan Hörl           | 200   |
| 8    | Stefan Kraft       | 185   |
| 9    | Gregor Deschwanden | 165   |
| 10   | Karl Geiger        | 162   |

| Uvr. | po 4 tekmah          | Točke  |
| ---- | -------------------- | ------ |
| 1    | Daniel Tschofenig    | 1194,4 |
| 2    | Jan Hörl             | 1193,0 |
| 3    | Stefan Kraft         | 1190,3 |
| 4    | Johann André Forfang | 1154,2 |
| 5    | Gregor Deschwanden   | 1151,9 |
| 6    | Pius Paschke         | 1134,0 |
| 7    | Michael Hayböck      | 1128,6 |
| 8    | Paweł Wąsek          | 1109,3 |
| 9    | Maximilian Ortner    | 1107,3 |
| 10   | Anže Lanišek         | 1099,0 |

| Uvr. | po 5 tekmah        | Točke  |
| ---- | ------------------ | ------ |
| 1    | Andreas Wellinger  | 1202,2 |
| 2    | Domen Prevc        | 1185,9 |
| 3    | Rjoju Kobajaši     | 1178,3 |
| 4    | Anže Lanišek       | 1158,2 |
| 5    | Jan Hörl           | 1123,1 |
| 6    | Timi Zajc          | 1122,5 |
| 7    | Stefan Kraft       | 1121,1 |
| 8    | Karl Geiger        | 1109,2 |
| 9    | Gregor Deschwanden | 1091,4 |
| 10   | Manuel Fettner     | 1084,3 |

| \| Uvr. \| po 4 tekmah[38] \| Točke \| \| ---- \| ----------------- \| ------ \| \| 1 \| Domen Prevc \| 1617,7 \| \| 2 \| Anže Lanišek \| 1598,3 \| \| 3 \| Andreas Wellinger \| 1568,8 \| \| 4 \| Daniel Tschofenig \| 1552,8 \| \| 5 \| Rjoju Kobajaši \| 1538,0 \| \| 6 \| Stefan Kraft \| 1506,7 \| \| 7 \| Pius Paschke \| 1492,9 \| \| 8 \| Jan Hörl \| 1486,2 \| \| 9 \| Timi Zajc \| 1478,5 \| \| 10 \| Karl Geiger \| 1467,4 \| |                   |        |
| Uvr. | po 4 tekmah       | Točke  |
| 1 | Domen Prevc       | 1617,7 |
| 2 | Anže Lanišek      | 1598,3 |
| 3 | Andreas Wellinger | 1568,8 |
| 4 | Daniel Tschofenig | 1552,8 |
| 5 | Rjoju Kobajaši    | 1538,0 |
| 6 | Stefan Kraft      | 1506,7 |
| 7 | Pius Paschke      | 1492,9 |
| 8 | Jan Hörl          | 1486,2 |
| 9 | Timi Zajc         | 1478,5 |
| 10 | Karl Geiger       | 1467,4 |

## Ženske

### Koledar

#### Posamične tekme
| Št.sk.                                                                                       | Št.sz.                                                              | Datum                                                               | Prizorišče (skakalnica)                                             | Št.                                                                 | Zmagovalka                                  | Druga                                       | Tretja                                      | Skupno                                      | Vir    |
| -------------------------------------------------------------------------------------------- | ------------------------------------------------------------------- | ------------------------------------------------------------------- | ------------------------------------------------------------------- | ------------------------------------------------------------------- | ------------------------------------------- | ------------------------------------------- | ------------------------------------------- | ------------------------------------------- | ------ |
| 234                                                                                          | 1                                                                   | 23. november 2024                                                   | Lillehammer (Lysgårdsbakken HS140)                                  | L 069                                                               | Nika Prevc                                  | Katharina Schmid                            | Selina Freitag                              | Nika Prevc                                  | [ 50 ] |
| 235                                                                                          | 2                                                                   | 24. november 2024                                                   | Lillehammer (Lysgårdsbakken HS140)                                  | L 070                                                               | Katharina Schmid                            | Selina Freitag                              | Lisa Eder                                   | Katharina Schmid                            | [ 51 ] |
| 236                                                                                          | 3                                                                   | 14. december 2024                                                   | Džangdžjakov (Snow Ruyi HS106)                                      | N 165                                                               | Katharina Schmid                            | Eirin Maria Kvandal                         | Nika Prevc                                  | Katharina Schmid                            | [ 52 ] |
| 237                                                                                          | 4                                                                   | 15. december 2024                                                   | Džangdžjakov (Snow Ruyi HS106)                                      | N 166                                                               | Katharina Schmid                            | Ema Klinec                                  | Lisa Eder                                   | Katharina Schmid                            | [ 53 ] |
| 238                                                                                          | 5                                                                   | 21. december 2024                                                   | Engelberg (Gross-Titlis HS140)                                      | L 071                                                               | Nika Prevc                                  | Katharina Schmid                            | Thea Minyan Bjørseth                        | Katharina Schmid                            | [ 54 ] |
|                                                                                              |                                                                     | 22. december 2024                                                   | Engelberg (Gross-Titlis HS140)                                      | L cnx                                                               | odpovedano zaradi močnega sneženja in vetra | odpovedano zaradi močnega sneženja in vetra | odpovedano zaradi močnega sneženja in vetra | odpovedano zaradi močnega sneženja in vetra |        |
| 239                                                                                          | 6                                                                   | 31. december 2024                                                   | Garmisch-Partenkirchen (Olympiaschanze HS142)                       | L 072                                                               | Nika Prevc                                  | Eirin Maria Kvandal                         | Eva Pinkelnig                               | [ 55 ]                                      |        |
| 240                                                                                          | 7                                                                   | 1. januar 2025                                                      | Oberstdorf (Schattenberg HS137)                                     | L 073                                                               | Nika Prevc                                  | Anna Odine Strøm                            | Eirin Maria Kvandal                         | [ 56 ]                                      |        |
| 2. Turneja dveh večerov skupno (31. december 2024 – 1. januar 2025)                          | 2. Turneja dveh večerov skupno (31. december 2024 – 1. januar 2025) | 2. Turneja dveh večerov skupno (31. december 2024 – 1. januar 2025) | 2. Turneja dveh večerov skupno (31. december 2024 – 1. januar 2025) | 2. Turneja dveh večerov skupno (31. december 2024 – 1. januar 2025) | Nika Prevc                                  | Eirin Maria Kvandal                         | Katharina Schmid                            | [ 57 ]                                      |        |
| 241                                                                                          | 8                                                                   | 5. januar 2025                                                      | Beljak (Alpenarena HS98)                                            | N 167                                                               | Katharina Schmid                            | Nika Prevc                                  | Jacqueline Seifriedsberger                  | [ 58 ]                                      |        |
| 242                                                                                          | 9                                                                   | 6. januar 2025                                                      | Beljak (Alpenarena HS98)                                            | N 168                                                               | Eva Pinkelnig                               | Katharina Schmid                            | Nika Prevc                                  | [ 59 ]                                      |        |
| 243                                                                                          | 10                                                                  | 18. januar 2025                                                     | Saporo (Okurajama HS137)                                            | L 074                                                               | Alexandria Loutitt                          | Lisa Eder                                   | Eirin Maria Kvandal                         | [ 60 ]                                      |        |
| 244                                                                                          | 11                                                                  | 19. januar 2025                                                     | Saporo (Okurajama HS137)                                            | L 075                                                               | Eirin Maria Kvandal                         | Selina Freitag                              | Thea Minyan Bjørseth                        | [ 61 ]                                      |        |
| 245                                                                                          | 12                                                                  | 24. januar 2025                                                     | Zao (Jamagata HS102)                                                | N 169                                                               | Nika Prevc                                  | Thea Minyan Bjørseth                        | Eva Pinkelnig                               | [ 62 ]                                      |        |
| 246                                                                                          | 13                                                                  | 26. januar 2025                                                     | Zao (Jamagata HS102)                                                | N 170                                                               | Jacqueline Seifriedsberger                  | Eirin Maria Kvandal                         | Nika Prevc                                  | [ 63 ]                                      |        |
| 247                                                                                          | 14                                                                  | 1. februar 2025                                                     | Willingen (Mühlenkopf HS147)                                        | L 076                                                               | Eirin Maria Kvandal                         | Anna Odine Strøm                            | Jacqueline Seifriedsberger                  | [ 64 ]                                      |        |
| 248                                                                                          | 15                                                                  | 7. februar 2025                                                     | Lake Placid (MacKenzie Int. HS128)                                  | L 077                                                               | Nika Prevc                                  | Eirin Maria Kvandal                         | Alexandria Loutitt                          | [ 65 ]                                      |        |
| 249                                                                                          | 16                                                                  | 8. februar 2025                                                     | Lake Placid (MacKenzie Int. HS128)                                  | L 078                                                               | Nika Prevc                                  | Agnes Reisch                                | Selina Freitag                              | [ 66 ]                                      |        |
| 250                                                                                          | 17                                                                  | 15. februar 2025                                                    | Ljubno ob Savinji (Savina HS94)                                     | N 171                                                               | Nika Prevc                                  | Selina Freitag                              | Thea Minyan Bjørseth                        | [ 67 ]                                      |        |
| 251                                                                                          | 18                                                                  | 16. februar 2025                                                    | Ljubno ob Savinji (Savina HS94)                                     | N 172                                                               | Nika Prevc                                  | Selina Freitag                              | Lisa Eder                                   | [ 68 ]                                      |        |
| 252                                                                                          | 19                                                                  | 22. februar 2025                                                    | Hinzenbach (Aigner-Schanze HS90)                                    | N 173                                                               | Nika Prevc                                  | Selina Freitag                              | Jacqueline Seifriedsberger                  | [ 69 ]                                      |        |
| 253                                                                                          | 20                                                                  | 23. februar 2025                                                    | Hinzenbach (Aigner-Schanze HS90)                                    | N 174                                                               | Nika Prevc                                  | Selina Freitag                              | Abigail Strate                              | [ 70 ]                                      |        |
| Svetovno prvenstvo v nordijskem smučanju 2025 (28. februar – 7. marec • Trondheim, Norveška) |                                                                     |                                                                     |                                                                     |                                                                     |                                             |                                             |                                             |                                             |        |
| prolog                                                                                       | prolog                                                              | 13. marec 2025                                                      | Oslo (Holmenkollen HS134)                                           | L Qro                                                               | odpovedano zaradi močnega vetra             | odpovedano zaradi močnega vetra             | odpovedano zaradi močnega vetra             | odpovedano zaradi močnega vetra             |        |
| 254                                                                                          | 21                                                                  | 13. marec 2025                                                      | Oslo (Holmenkollen HS134)                                           | L 175                                                               | Nika Prevc                                  | Anna Odine Strøm                            | Eirin Maria Kvandal                         | [ 71 ]                                      |        |
| 255                                                                                          | 22                                                                  | 15. marec 2025                                                      | Vikersund (Vikersundbakken HS240)                                   | F 002                                                               | Nika Prevc                                  | Ema Klinec                                  | Selina Freitag                              | [ 72 ]                                      |        |
|                                                                                              |                                                                     | 16. marec 2025                                                      | Vikersund (Vikersundbakken HS240)                                   | F cnx                                                               | odpovedano zaradi močnega vetra             | odpovedano zaradi močnega vetra             | odpovedano zaradi močnega vetra             | odpovedano zaradi močnega vetra             |        |
| 5. Raw Air skupno (13. – 16. marec 2025)                                                     | 5. Raw Air skupno (13. – 16. marec 2025)                            | 5. Raw Air skupno (13. – 16. marec 2025)                            | 5. Raw Air skupno (13. – 16. marec 2025)                            | 5. Raw Air skupno (13. – 16. marec 2025)                            | Nika Prevc                                  | Eirin Maria Kvandal                         | Anna Odine Strøm                            | [ 73 ]                                      |        |
| 257                                                                                          | 24                                                                  | 20. marec 2025                                                      | Lahti (Salpausselkä HS130)                                          | L 176                                                               | Nika Prevc                                  | Selina Freitag                              | Alexandria Loutitt                          | [ 74 ]                                      |        |
| 258                                                                                          | 25                                                                  | 21. marec 2025                                                      | Lahti (Salpausselkä HS130)                                          | L 177                                                               | Nika Prevc                                  | Selina Freitag                              | Ema Klinec                                  | [ 75 ]                                      |        |
| 14. svetovni pokal skupno (23. november 2024 – 21. marec 2025)                               | 14. svetovni pokal skupno (23. november 2024 – 21. marec 2025)      | 14. svetovni pokal skupno (23. november 2024 – 21. marec 2025)      | 14. svetovni pokal skupno (23. november 2024 – 21. marec 2025)      | 14. svetovni pokal skupno (23. november 2024 – 21. marec 2025)      | Nika Prevc                                  | Selina Freitag                              | Katharina Schmid                            | [ 76 ]                                      |        |

#### Superekipne tekme
| Št.sk. | Št.sz. | Datum           | Prizorišče (skakalnica) | Št.   | Zmagovalki                                   | Drugi                                                  | Tretji                                                     | Vir    |
| ------ | ------ | --------------- | ----------------------- | ----- | -------------------------------------------- | ------------------------------------------------------ | ---------------------------------------------------------- | ------ |
| 3      | 1      | 25. januar 2025 | Zao (Jamagata HS102)    | N 003 | Nemčija1. Selina Freitag · 2. Agnes Reisch · | Norveška1. Thea Minyan Bjørseth 2. Eirin Maria Kvandal | Avstrija1. Jacqueline Seifriedsberger · 2. Eva Pinkelnig · | [ 77 ] |

### Razvrstitve
| Uvr. | po 24 tekmah               | Točke |
| ---- | -------------------------- | ----- |
| 1    | Nika Prevc                 | 1933  |
| 2    | Selina Freitag             | 1293  |
| 3    | Katharina Schmid           | 1201  |
| 4    | Eirin Maria Kvandal        | 1026  |
| 5    | Jacqueline Seifriedsberger | 978   |
| 6    | Lisa Eder                  | 877   |
| 7    | Eva Pinkelnig              | 819   |
| 8    | Anna Odine Strøm           | 801   |
| 9    | Ema Klinec                 | 710   |
| 10   | Alexandria Loutitt         | 681   |

| Uvr. | po 28 tekmah | Točke |
| ---- | ------------ | ----- |
| 1    | Nemčija      | 4241  |
| 2    | Norveška     | 3719  |
| 3    | Avstrija     | 3624  |
| 4    | Slovenija    | 3291  |
| 5    | Japonska     | 2314  |
| 6    | Kanada       | 1280  |
| 7    | Italija      | 688   |
| 8    | Finska       | 555   |
| 9    | ZDA          | 382   |
| 10   | Francija     | 328   |

| Uvr. | po 30 nagradah             | CHF     |
| ---- | -------------------------- | ------- |
| 1    | Nika Prevc                 | 129 569 |
| 2    | Eirin Maria Kvandal        | 88 528  |
| 3    | Selina Freitag             | 84 305  |
| 4    | Katharina Schmid           | 68 863  |
| 5    | Jacqueline Seifriedsberger | 54 133  |
| 6    | Lisa Eder                  | 51 596  |
| 7    | Thea Minyan Bjørseth       | 47 721  |
| 8    | Anna Odine Strøm           | 44 713  |
| 9    | Eva Pinkelnig              | 41 939  |
| 10   | Ema Klinec                 | 39 751  |

| Uvr. | po 2 tekmah                | Točke |
| ---- | -------------------------- | ----- |
| 1    | Nika Prevc                 | 587,7 |
| 2    | Eirin Maria Kvandal        | 568,7 |
| 3    | Katharina Schmid           | 547,8 |
| 4    | Selina Freitag             | 544,4 |
| 5    | Anna Odine Strøm           | 543,6 |
| 6    | Ema Klinec                 | 535,1 |
| 7    | Agnes Reisch               | 533,5 |
| 8    | Eva Pinkelnig              | 528,6 |
| 9    | Lisa Eder                  | 524,8 |
| 10   | Jacqueline Seifriedsberger | 521,8 |

| Uvr. | po 2 tekmah                | Točke |
| ---- | -------------------------- | ----- |
| 1    | Nika Prevc                 | 455,2 |
| 2    | Eirin Maria Kvandal        | 371,3 |
| 3    | Anna Odine Strøm           | 357,2 |
| 4    | Jacqueline Seifriedsberger | 355,7 |
| 5    | Selina Freitag             | 353,2 |
| 6    | Alexandria Loutitt         | 346,4 |
| 7    | Ema Klinec                 | 340,4 |
| 8    | Juki Ito                   | 328,8 |
| 9    | Lisa Eder                  | 311,1 |
| 10   | Nozomi Marujama            | 301,9 |

## Mešane ekipne tekme
| Št.sk.                                                                         | Št.sz. | Datum             | Prizorišče (skakalnica)            | Št.   | Zmagovalci                                                                                                  | Drugi | Tretji                                                                                       | Vir    |
| ------------------------------------------------------------------------------ | ------ | ----------------- | ---------------------------------- | ----- | --- | --- | -------------------------------------------------------------------------------------------- | ------ |
| 8                                                                              | 1      | 22. november 2024 | Lillehammer (Lysgårdsbakken HS140) | L 005 | Nemčija1. Selina Freitag · 2. Andreas Wellinger · 3. Katharina Schmid · 4. Pius Paschke ·                   | Norveška1. Anna Odine Strøm 2. Kristoffer Eriksen Sundal 3. Eirin Maria Kvandal 4. Marius Lindvik           | Avstrija1. Lisa Eder · 2. Daniel Tschofenig · 3. Eva Pinkelnig · 4. Jan Hörl ·               | [ 83 ] |
| 9                                                                              | 2      | 31. januar 2025   | Willingen (Mühlenkopf HS147)       | L 006 | Norveška1. Thea Minyan Bjørseth 2. Kristoffer Eriksen Sundal 3. Eirin Maria Kvandal 4. Johann André Forfang | Avstrija1. Lisa Eder · 2. Jan Hörl · 3. Jacqueline Seifriedsberger · 4. Daniel Tschofenig ·                 | Nemčija1. Katharina Schmid · 2. Philipp Raimund · 3. Selina Freitag · 4. Andreas Wellinger · | [ 84 ] |
| 10                                                                             | 3      | 8. februar 2025   | Lake Placid (MacKenzie Int. HS128) | L 007 | Nemčija1. Agnes Reisch · 2. Philipp Raimund · 3. Selina Freitag · 4. Andreas Wellinger ·                    | Norveška1. Thea Minyan Bjørseth 2. Kristoffer Eriksen Sundal 3. Eirin Maria Kvandal 4. Johann André Forfang | Avstrija1. Lisa Eder · 2. Jan Hörl · 3. Jacqueline Seifriedsberger · 4. Daniel Tschofenig ·  | [ 85 ] |
| Svetovno prvenstvo v nordijskem smučanju 2025 (5. marec • Trondheim, Norveška) |        |                   |                                    |       | | |                                                                                              |        |

## Upokojitve
Naslednji skakalci in skakalke iz svetovnega pokala so se upokojili v ali po sezoni 2024/25:
| Moški - Markus Eisenbichler - André Fussenegger - Michael Hayböck - Stephan Leyhe - Sondre Ringen | Ženske - Urša Križnar |